# Полман
«Полман» (нід. Polman Stadion) — багатофункціональний стадіон в Алмело, Нідерланди, домашня арена ФК «Гераклес».
Стадіон відкритий 1999 року. У 2005 та 2015 роках арена була реконструйована та розширена, у результаті чого місткість збільшилася з 6 900 до 12 080 місць.